# Mappa mundi
Pour les articles homonymes, voir Mundi.

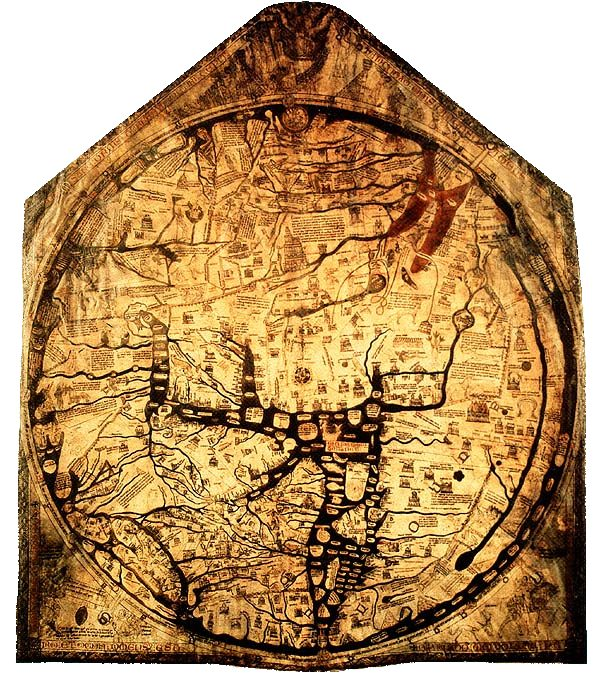
La carte de Hereford, fin du XIIIe siècle, cathédrale de Hereford (Angleterre).

Une mappa mundi désigne toute carte du monde réalisée en Europe au Moyen Âge. C'est une représentation des mers et des continents sur une surface plane. 

## Présentation
Ces cartes varient en taille et en complexité, allant de simples cartes schématiques de quelques centimètres à des cartes très élaborées pouvant couvrir un mur — la plus grande connue avait un diamètre de 3,5 m. 
Environ 1 100 mappae mundi ayant survécu au Moyen Âge sont connues, parmi lesquelles 900 illustrent des manuscrits, tandis que les autres sont des documents indépendants.

## Étymologie
Le mot mappa mundi vient du latin : ˈmappa ˈmʊndiː ; pluriel : mappae mundi. Le mot a donné « mappemonde », en français. 
Le terme vient des mots mappa signifiant « étoffe, nappe » et mundi « du monde » dans le latin médiéval. Les cartes sont représentées à plat. En effet, le premier globe terrestre, le Erdapfel de Martin Behaim n'est apparu qu'en 1492.

## Types demappae mundi

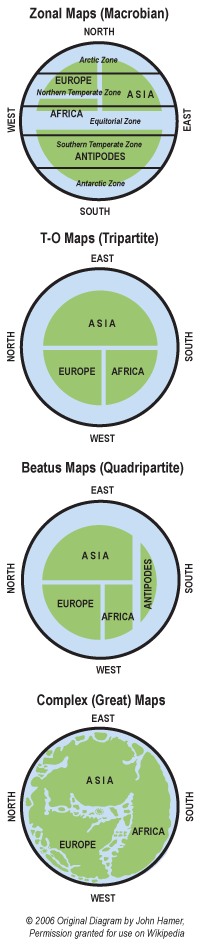
Diagramme (en anglais) illustrant les principales catégories de mappae mundi.

Les mappemondes sont de différents types bien distincts, dont les trois principaux sont :
- Les mappemondes hémisphériques
- Les mappemondes œcuméniques (généralement sous deux formes : en trois parties (carte en T ou « carte T-O ») ou en quatre parties ; certains les considèrent, comme dans l'image ci-contre, comme deux types différents)
- Les mappemondes mixtes

Les cartes du monde médiévales qui partagent certaines caractéristiques des mappae mundi traditionnelles mais contiennent des éléments provenant d'autres sources, comme les portulans et les cartes associées à la Géographie de Claude Ptolémée, sont parfois considérées comme un type à part, appelé « mappae mundi transitionnelles ».

#### Bases de données et dictionnaires
- Ressource relative aux beaux-arts :   - Grove Art Online
- Notices d'autorité :   - GND
  - Lettonie